# زونیا لمان
سونیا لمان (زاده ۱۳ سپتامبر ۱۹۷۹ برلین) بازیکن هاکی روی چمن آلمانی است. او در المپیک تابستانی ۲۰۰۴ در آتن مدال طلا کسب کرد.